# Parapheromia elpidata
Parapheromia elpidata är en fjärilsart som beskrevs av Dyar 1912. Parapheromia elpidata ingår i släktet Parapheromia och familjen mätare. Inga underarter finns listade i Catalogue of Life.